# Куспидий Фламиний Север
Куспидий Фламиний Север (лат. Cuspidius Flaminius Severus) — римский государственный деятель середины III века.

## Биография
О происхождении Севера нет никаких сведений. Возможно, он был выходцем из Италии. Согласно многочисленным надписям на милевых камнях, которые были найдены на территории бывшей римской провинции Каппадокия и датируются эпохой совместного правления Пупиена и Бальбина (238 год) и единоличного правления Гордиана III (238—244 годы), Север был легатом пропретором этой провинции. Предположительно, он возглавлял Каппадокию с 238/239 по 239/240 год. Поскольку должность легата пропретора провинции Каппадокия имела консульский ранг, то, вероятнее всего, до этого Север был консулом-суффектом.
Вероятно, к нему относится не полностью сохранившаяся надпись из Рима. Если так, то Север начал свою карьеру как децемвир по судебным разбирательствам, а затем прошел военную службу в качестве военного трибуна в неизвестном легионе.
Куспидия Севера, которая упомянута в другой плохо сохранившейся надписи из Рима, вероятно, была его дочерью.